# Świętajno (gmina w powiecie szczycieńskim)
Świętajno – gmina wiejska w województwie warmińsko-mazurskim, w powiecie szczycieńskim. W latach 1975–1998 gmina położona była w województwie olsztyńskim.
Siedziba gminy to Świętajno.
Według danych z 30 czerwca 2004 gminę zamieszkiwały 6422 osoby. Natomiast według danych z 31 grudnia 2019 roku gminę zamieszkiwało 5774 osób.

## Struktura powierzchni
Według danych z roku 2002 gmina Świętajno ma obszar 279,78 km², w tym:
- użytki rolne: 27%
- użytki leśne: 63%

Gmina stanowi 14,47% powierzchni powiatu.

## Demografia

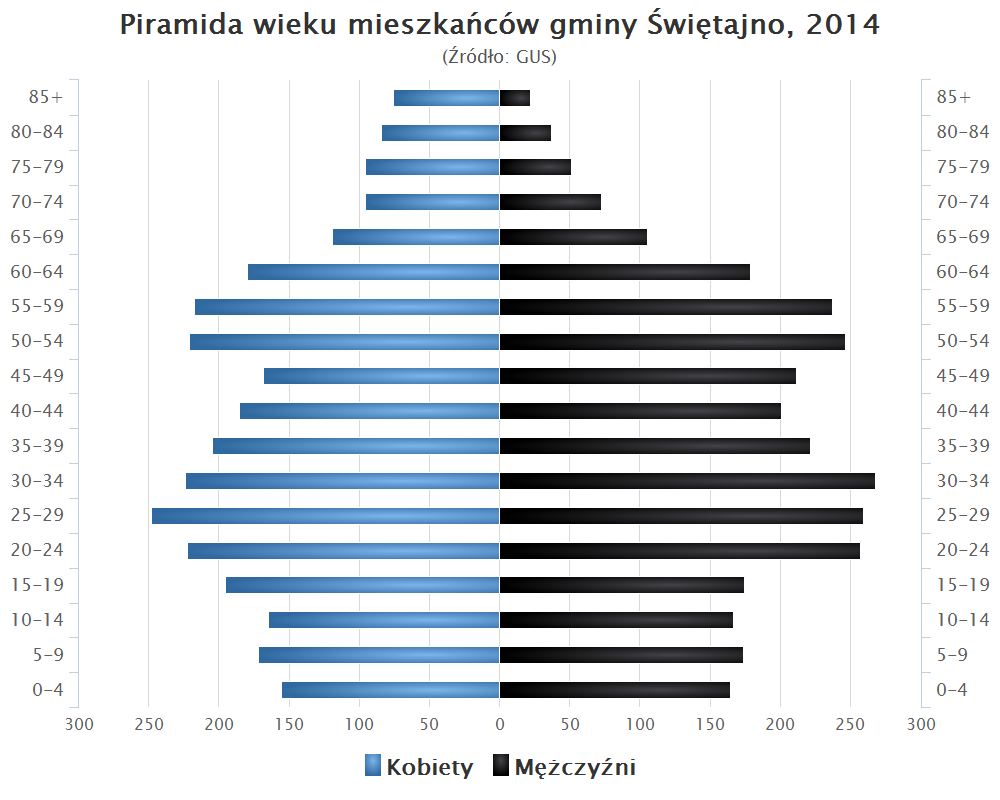
Piramida wieku mieszkańców gminy Świętajno w 2014 roku

Dane z 30 czerwca 2004:
| Opis                              | Ogółem | Ogółem | Kobiety | Kobiety | Mężczyźni | Mężczyźni |
| --------------------------------- | ------ | ------ | ------- | ------- | --------- | --------- |
| jednostka                         | osób   | %      | osób    | %       | osób      | %         |
| populacja                         | 6422   | 100    | 3168    | 49,5    | 3254      | 50,5      |
| gęstość zaludnienia (mieszk./km²) | 21,1   | 21,1   | 10,4    | 10,4    | 10,7      | 10,7      |

## Sołectwa
Biały Grunt, Chochół, Długi Borek, Jerominy, Jerutki, Jeruty, Koczek, Kolonia, Konrady, Nowe Czajki-Cis, Piasutno, Spychowo, Stare Czajki, Świętajno, Zielone.

## Pozostałe miejscowości
Bystrz, Chajdyce, Kierwik, Kobiel, Łąck Mały, Łąck Wielki, Myszadło, Niedźwiedzi Kąt, Połom, Powałczyn, Racibórz, Spychowski Piec, Spychówko, Szklarnia.

## Sąsiednie gminy
Dźwierzuty (od zachodu), Piecki (od północy), Rozogi (od południa), Ruciane-Nida (od wschodu), Szczytno (od zachodu)

## Turystyka
Ze względu na dużą liczbę lasów (Puszcza Piska), jezior oraz przebiegający przez terytorium gminy kajakowy szlak Krutyni teren jest atrakcyjny turystycznie. Osiedla domków letniskowych oraz ośrodki wypoczynkowe znajdują się m.in. w miejscowościach Jerutki (jezioro Marksoby), Kierwik (jezioro Kierwik), Koczek (jeziora Kierwik, Zdróżno, Uplik), Kolonia-Racibór (jezioro Świętajno Łąckie), Piasutno (jeziora Piasutno, Nożyce), Połom (jezioro Zdróżno), Spychowo (Jezioro Spychowskie, jezioro Zyzdrój Mały), w którym działają miejsca wypoczynku całorocznego. Na terenie gminy wiele ciekawych miejsc, w tym zabytkowy kościół w Jerutkach z 1734 (dobudowany w latach 1820–1821) zbudowany w typowej dla Mazur technice muru pruskiego, ekologiczna ścieżka dydaktyczna przy Nadleśnictwie Spychowo, wiele zabudowań z przełomu XIX i XX wieku, cmentarze ewangelickich oraz trasy rowerowe. Północno-wschodnia część gminy znajduje się w granicach Mazurskiego Parku Krajobrazowego oraz objęta jest programem Natura 2000.